# تپه خوش ییلاق
تپه خوش ییلاق مربوط به هزاره اول قبل از میلاد است و در شهرستان آزادشهر، روستای خوش ییلاق واقع شده و این اثر در تاریخ ۱۰ خرداد ۱۳۸۲ با شمارهٔ ثبت ۸۸۶۳ به‌عنوان یکی از آثار ملی ایران به ثبت رسیده است.